# 博斯塔德網球場
博斯塔德網球場（Båstad Tennis Stadium），位於瑞典博斯塔德的網球場，建於1907年，於2001年重修，設5000座位，為男子ATP世界巡回赛250系列赛事的舉辦場地，自2009年添加女子比賽項目。